# Spálov
Spálov (en allemand : Sponau) est un bourg (městys) du district de Nový Jičín, dans la région de Moravie-Silésie, en République tchèque. Sa population s'élevait à 900 habitants en 2021.

## Géographie
Spálov se trouve à 10 km au nord-ouest d'Odry, à 25 km au nord-ouest de Nový Jičín, à 41 km à l'ouest-sud-ouest d'Ostrava et à 240 km à l'est-sud-est de Prague.
La commune est limitée par Vítkov et Odry au nord, par Heřmánky et Jakubčovice nad Odrou à l'est, par Odry, Jindřichov et Luboměř au sud, et par la zone militaire de Libavá et Luboměř pod Strážnou à l'ouest.

## Histoire
La première mention écrite de la localité date de 1394.

## Transports
Par la route, Spálov se trouve à 10 km d'Odry, à 31 km de Nový Jičín, à 57 km d'Ostrava et à 307 km de Prague.